# Hannoverscher Sportverein von 1896 2014-2015

## Rosa
| N. |                       | Ruolo | Calciatore                  |
| -- | --------------------- | ----- | --------------------------- |
| 1  | Germania (bandiera)   | P     | Ron-Robert Zieler           |
| 2  | Danimarca (bandiera)  | D     | Leon Andreasen              |
| 3  | Cile (bandiera)       | D     | Miiko Albornoz              |
| 4  | Giappone (bandiera)   | D     | Hiroki Sakai                |
| 5  | Senegal (bandiera)    | D     | Salif Sané                  |
| 6  | Turchia (bandiera)    | A     | Ceyhun Gülselam             |
| 7  | Germania (bandiera)   | C     | Edgar Prib                  |
| 8  | Germania (bandiera)   | C     | Manuel Schmiedebach         |
| 9  | Polonia (bandiera)    | A     | Artur Sobiech               |
| 10 | Germania (bandiera)   | C     | Lars Stindl                 |
| 11 | Spagna (bandiera)     | A     | Joselu                      |
| 13 | Germania (bandiera)   | A     | Jan Schlaudraff             |
| 14 | Germania (bandiera)   | P     | Markus Miller               |
| 15 | Germania (bandiera)   | C     | Andre Hoffmann              |
| 17 | Portogallo (bandiera) | D     | João Pedro da Silva Pereira |
| 18 | Lituania (bandiera)   | D     | Marius Stankevičius         |
| 19 | Germania (bandiera)   | D     | Christian Schulz            |

| N. |                           | Ruolo | Calciatore                   |
| -- | ------------------------- | ----- | ---------------------------- |
| 20 | Brasile (bandiera)        | D     | Felipe Trevizan Martins      |
| 21 | Francia (bandiera)        | A     | Jimmy Briand                 |
| 24 | Germania (bandiera)       | D     | Christian Pander             |
| 25 | Brasile (bandiera)        | D     | Marcelo Antônio Guedes Filho |
| 26 | Turchia (bandiera)        | A     | Kenan Karaman                |
| 28 | Giappone (bandiera)       | C     | Hiroshi Kiyotake             |
| 30 | Costa d'Avorio (bandiera) | A     | Didier Ya Konan              |
| 32 | Germania (bandiera)       | C     | Leonardo Bittencourt         |
| 33 | Germania (bandiera)       | D     | Yannik Schulze               |
| 34 | Germania (bandiera)       | C     | Tim Dierßen                  |
| 36 | Germania (bandiera)       | C     | Sebastian Ernst              |
| 37 | Germania (bandiera)       | C     | Niklas Teichgräber           |
| 39 | Austria (bandiera)        | P     | Robert Almer                 |
| 40 | Germania (bandiera)       | A     | Timo Königsman               |
|    | Germania (bandiera)       | P     | Philipp Tschauner            |
|    | Paesi Bassi (bandiera)    | A     | Charlison Benschop           |

## Organigramma societario
Area tecnica
- Allenatore: Michael Frontzeck
- Allenatore in seconda: Steve Cherundolo, Jan-Moritz Lichte
- Preparatore dei portieri: Jörg Sievers
- Preparatori atletici: Edward Kowalczuk
- Medico sociale: Wego Kregehr

## Risultati

### Bundesliga

#### Girone di andata
| Arbitro: | Gagelmann |

|                     |           |               |
| Prib 67’ Joselu 70’ | Marcatori | 47’ Huntelaar |

| Magonza 31 agosto 2014, ore 15:30 CEST 2ª giornata | Magonza   | 0 – 0 referto | Hannover 96 | Coface Arena (27 647 spett.)\| Arbitro: \| Stegemann \| |
| Arbitro:                                           | Stegemann |               |             |                                                         |

| Arbitro: | Schmidt |

|                           |           |  |
| Andreasen 13’ Sobiech 24’ | Marcatori |  |

| Arbitro: | Kircher |

|                              |           |  |
| Kachunga 71’ Stoppelkamp 90’ | Marcatori |  |

| Arbitro: | Stieler |

|           |           |  |
| Joselu 5’ | Marcatori |  |

| Arbitro: | Perl |

|             |           |  |
| Schwaab 69’ | Marcatori |  |

| Arbitro: | Siebert |

|                                     |           |  |
| Lewandowski 6’, 38’ Robben 13’, 79’ | Marcatori |  |

| Arbitro: | Kinhöfer |

|  |           |                          |
|  | Marcatori | 14’, 90’ Kruse 49’ Xhaka |

| Arbitro: | Stieler |

|  |           |              |
|  | Marcatori | 61’ Kiyotake |

| Arbitro: | Stegemann |

|                    |           |  |
| Madlung 88’ (aut.) | Marcatori |  |

| Arbitro: | Sippel |

|  |           |                         |
|  | Marcatori | 44’ Briand 76’ Kiyotake |

| Arbitro: | Fritz |

|              |           |                                    |
| Gülselam 60’ | Marcatori | 46’ Kießling 58’ Son 71’ Bellarabi |

| Arbitro: | Brych |

|                                                 |           |                            |
| Schwegler 19’ Volland 37’ Polanski 59’ Süle 63’ | Marcatori | 43’, 86’ Stindl 52’ Joselu |

| Arbitro: | Schmidt |

|            |           |                                  |
| Joselu 45’ | Marcatori | 4’ De Bruyne 69’ Dost 85’ Arnold |

| Arbitro: | Welz |

|                                      |           |                                    |
| Junuzović 36’ Lorenzen 55’ Selke 88’ | Marcatori | 12’ Stindl 62’ Joselu 64’ Kiyotake |

| Arbitro: | Dingert |

|                            |           |  |
| Sané 20’ Joselu 55’ (rig.) | Marcatori |  |

| Arbitro: | Perl |

|                      |           |                            |
| Frantz 45’ Kempf 81’ | Marcatori | 83’ Bittencourt 90’ Joselu |

#### Girone di ritorno
| Arbitro: | Stegemann |

|           |           |  |
| Höger 32’ | Marcatori |  |

| Arbitro: | Kinhöfer |

|            |           |          |
| Briand 26’ | Marcatori | 77’ Soto |

| Arbitro: | Gräfe |

|                               |           |             |
| Marcelo 26’ (aut.) Jansen 50’ | Marcatori | 66’ Sobiech |

| Arbitro: | Drees |

|             |           |                    |
| Marcelo 66’ | Marcatori | 72’ Lakić 79’ Meha |

| Arbitro: | Perl |

|          |           |           |
| Ujah 17’ | Marcatori | 5’ Joselu |

| Arbitro: | Stark |

|            |           |             |
| Stindl 70’ | Marcatori | 52’ Gentner |

| Arbitro: | Welz |

|              |           |                                   |
| Kiyotake 25’ | Marcatori | 28’ Alonso 61’ (rig.), 72’ Müller |

| Arbitro: | Drees |

|                   |           |  |
| Herrmann 43’, 75’ | Marcatori |  |

| Arbitro: | Brych |

|                 |           |                                |
| Stindl 31’, 82’ | Marcatori | 19’, 61’ Aubameyang 57’ Kagawa |

| Arbitro: | Aytekin |

|                        |           |                       |
| Madlung 27’ Aigner 54’ | Marcatori | 68’ Marcelo 82’ Konan |

| Arbitro: | Fritz |

|            |           |             |
| Schulz 75’ | Marcatori | 83’ Stocker |

| Arbitro: | Siebert |

|                                                     |           |  |
| Toprak 20’ Brandt 40’ Papadopoulos 49’ Kießling 70’ | Marcatori |  |

| Arbitro: | Perl |

|                   |           |                           |
| Stindl 24’ (rig.) | Marcatori | 2’ Modeste 83’ Schipplock |

| Arbitro: | Brych |

|                      |           |                     |
| Dost 24’ Perišić 45’ | Marcatori | 47’ Briand 58’ Sané |

| Arbitro: | Aytekin |

|            |           |               |
| Stindl 21’ | Marcatori | 78’ Junuzović |

| Arbitro: | Zwayer |

|                     |           |                 |
| Verhaegh 30’ (rig.) | Marcatori | 24’, 54’ Stindl |

| Arbitro: | Stark |

|                              |           |              |
| Kiyotake 3’ Krmaš 84’ (aut.) | Marcatori | 90’ Petersen |

### Coppa di Germania
| Arbitro: | Petersen |

|                 |           |                            |
| Hillenbrand 58’ | Marcatori | 30’, 79’ Joselu 76’ Stindl |

| Arbitro: | Stark |

|                               |           |  |
| Gülselam 24’ (aut.) Klauß 59’ | Marcatori |  |

## Statistiche

### Statistiche di squadra
| Competizione      | Punti | In casa | In casa | In casa | In casa | In casa | In casa | In trasferta | In trasferta | In trasferta | In trasferta | In trasferta | In trasferta | Totale | Totale | Totale | Totale | Totale | Totale | DR  |
| Competizione      | Punti | G       | V       | N       | P       | Gf      | Gs      | G            | V            | N            | P            | Gf           | Gs           | G      | V      | N      | P      | Gf     | Gs     | DR  |
| ----------------- | ----- | ------- | ------- | ------- | ------- | ------- | ------- | ------------ | ------------ | ------------ | ------------ | ------------ | ------------ | ------ | ------ | ------ | ------ | ------ | ------ | --- |
| Bundesliga        | 37    | 17      | 6       | 4       | 7       | 21      | 25      | 17           | 3            | 6            | 8            | 19           | 31           | 34     | 9      | 10     | 15     | 40     | 56     | -16 |
| Coppa di Germania | -     | 0       | 0       | 0       | 0       | 0       | 0       | 2            | 1            | 0            | 1            | 3            | 3            | 2      | 1      | 0      | 1      | 3      | 3      | 0   |
| Totale            | -     | 17      | 6       | 4       | 7       | 21      | 25      | 19           | 4            | 6            | 9            | 22           | 34           | 36     | 10     | 10     | 16     | 43     | 59     | -16 |

### Andamento in campionato
| Giornata  | 1 | 2 | 3 | 4 | 5 | 6 | 7 | 8  | 9 | 10 | 11 | 12 | 13 | 14 | 15 | 16 | 17 | 18 | 19 | 20 | 21 | 22 | 23 | 24 | 25 | 26 | 27 | 28 | 29 | 30 | 31 | 32 | 33 | 34 |
| --------- | - | - | - | - | - | - | - | -- | - | -- | -- | -- | -- | -- | -- | -- | -- | -- | -- | -- | -- | -- | -- | -- | -- | -- | -- | -- | -- | -- | -- | -- | -- | -- |
| Luogo     | C | T | C | T | C | T | T | C  | T | C  | T  | C  | T  | C  | T  | C  | T  | T  | C  | T  | C  | T  | C  | C  | T  | C  | T  | C  | T  | C  | T  | C  | T  | C  |
| Risultato | V | N | V | P | V | P | P | P  | V | V  | V  | P  | P  | P  | N  | V  | N  | P  | N  | P  | P  | N  | N  | P  | P  | P  | N  | N  | P  | P  | N  | N  | V  | V  |
| Posizione | 3 | 7 | 3 | 6 | 3 | 6 | 8 | 10 | 7 | 6  | 4  | 5  | 8  | 9  | 9  | 8  | 8  | 8  | 8  | 10 | 10 | 10 | 11 | 12 | 13 | 14 | 15 | 15 | 15 | 15 | 17 | 16 | 15 | 13 |

Legenda:

Luogo: C = Casa; T = Trasferta. Risultato: V = Vittoria; N = Pareggio; P = Sconfitta.

### Statistiche dei giocatori
| Giocatore       | Bundesliga | Bundesliga | Bundesliga  | Bundesliga | Coppa di Germania | Coppa di Germania | Coppa di Germania | Coppa di Germania | Totale   | Totale | Totale      | Totale     |
| Giocatore       | Presenze   | Reti       | Ammonizioni | Espulsioni | Presenze          | Reti              | Ammonizioni       | Espulsioni        | Presenze | Reti   | Ammonizioni | Espulsioni |
| --------------- | ---------- | ---------- | ----------- | ---------- | ----------------- | ----------------- | ----------------- | ----------------- | -------- | ------ | ----------- | ---------- |
| R. Almer        | -          | -          | -           | -          | -                 | -                 | -                 | -                 | -        | -      | -           | -          |
| T. Königsmann   | -          | -          | -           | -          | -                 | -                 | -                 | -                 | -        | -      | -           | -          |
| M. Miller       | -          | -          | -           | -          | -                 | -                 | -                 | -                 | -        | -      | -           | -          |
| R. Zieler       | 34         | 0          | 3           | 0          | 2                 | 0                 | 0                 | 0                 | 36       | 0      | 3           | 0          |
| M. Albornoz     | 28         | 0          | 2           | 0          | 1                 | 0                 | 0                 | 0                 | 29       | 0      | 2           | 0          |
| Felipe          | 11         | 0          | 1           | 0          | 1                 | 0                 | 1                 | 0                 | 12       | 0      | 2           | 0          |
| J. Pereira      | 5          | 0          | 1           | 1          | -                 | -                 | -                 | -                 | 5        | 0      | 1           | 1          |
| Marcelo         | 34         | 2          | 4           | 0          | 1                 | 0                 | 0                 | 1                 | 35       | 2      | 4           | 1          |
| C. Pander       | 8          | 0          | 0           | 0          | 1                 | 0                 | 0                 | 0                 | 9        | 0      | 0           | 0          |
| H. Sakai        | 27         | 0          | 5           | 1          | 2                 | 0                 | 0                 | 0                 | 29       | 0      | 5           | 1          |
| S. Sané         | 18         | 2          | 8           | 0          | -                 | -                 | -                 | -                 | 18       | 2      | 8           | 0          |
| C. Schulz       | 31         | 1          | 7           | 0          | 2                 | 0                 | 2                 | 0                 | 33       | 1      | 9           | 0          |
| M. Stankevičius | 2          | 0          | 0           | 0          | -                 | -                 | -                 | -                 | 2        | 0      | 0           | 0          |
| L. Andreasen    | 17         | 1          | 2           | 0          | 1                 | 0                 | 0                 | 0                 | 18       | 1      | 2           | 0          |
| L. Bittencourt  | 26         | 1          | 5           | 1          | 2                 | 0                 | 0                 | 0                 | 28       | 1      | 5           | 1          |
| T. Dierßen      | -          | -          | -           | -          | -                 | -                 | -                 | -                 | -        | -      | -           | -          |
| S. Ernst        | -          | -          | -           | -          | 1                 | 0                 | 0                 | 0                 | 1        | 0      | 0           | 0          |
| C. Gülselam     | 18         | 1          | 6           | 1          | 2                 | 0                 | 1                 | 0                 | 20       | 1      | 7           | 1          |
| M. Hirsch       | 7          | 0          | 3           | 0          | -                 | -                 | -                 | -                 | 7        | 0      | 3           | 0          |
| A. Hoffmann     | -          | -          | -           | -          | -                 | -                 | -                 | -                 | -        | -      | -           | -          |
| H. Kiyotake     | 32         | 5          | 2           | 0          | 1                 | 0                 | 0                 | 0                 | 33       | 5      | 2           | 0          |
| F. Pietler      | -          | -          | -           | -          | -                 | -                 | -                 | -                 | -        | -      | -           | -          |
| E. Prib         | 20         | 1          | 4           | 0          | 2                 | 0                 | 0                 | 0                 | 22       | 1      | 4           | 0          |
| M. Schmiedebach | 27         | 0          | 5           | 0          | 1                 | 0                 | 0                 | 0                 | 28       | 0      | 5           | 0          |
| L. Stindl       | 21         | 10         | 7           | 1          | 1                 | 1                 | 0                 | 0                 | 22       | 11     | 7           | 1          |
| J. Briand       | 29         | 3          | 2           | 0          | 1                 | 0                 | 0                 | 0                 | 30       | 3      | 2           | 0          |
| Joselu          | 30         | 8          | 4           | 0          | 2                 | 2                 | 0                 | 0                 | 32       | 10     | 4           | 0          |
| K. Karaman      | 11         | 0          | 0           | 0          | -                 | -                 | -                 | -                 | 11       | 0      | 0           | 0          |
| J. Schlaudraff  | 5          | 0          | 0           | 0          | 2                 | 0                 | 0                 | 0                 | 7        | 0      | 0           | 0          |
| A. Sobiech      | 19         | 2          | 0           | 0          | 1                 | 0                 | 0                 | 0                 | 20       | 2      | 0           | 0          |
| D. Konan        | 7          | 1          | 1           | 0          | -                 | -                 | -                 | -                 | 7        | 1      | 1           | 0          |
| S. Thesker      | 2          | 0          | 0           | 0          | -                 | -                 | -                 | -                 | 2        | 0      | 0           | 0          |
| F. Ballas       | 1          | 0          | 0           | 0          |                   |                   |                   |                   |          |        |             |            |